# Natchiarkoil
Natchiarkoil es una  ciudad censal situada en el distrito de Thanjavur en el estado de Tamil Nadu (India). Su población es de 7505 habitantes (2011). Se encuentra a 39 km de Thanjavur y a 7 km de Kumbakonam.

## Demografía
Según el censo de 2011 la población de Natchiarkoil era de 7505 habitantes, de los cuales 3736 eran hombres y 3769 eran mujeres. Natchiarkoil tiene una tasa media de alfabetización del 87,94%, superior a la media estatal del 80,09%: la alfabetización masculina es del 91,67%, y la alfabetización femenina del 84,67%.